# Fonske
Fonske est une sculpture du centre de la ville universitaire de Louvain. Son nom entier est Fons Sapientiae, ou « source de sagesse » en latin. L'œuvre, du sculpteur Jer Claerhout, est offerte à la municipalité pour le 550e anniversaire de l'université catholique de Louvain, en 1975.

## Nature de l'œuvre
La sculpture représente un étudiant lisant un livre qui donne la formule mathématique du bonheur, tout en se versant un liquide dans la tête. Une interprétation populaire de la statue suggère qu'il s'agit de lager.
Comme le Manneken-Pis de Bruxelles, Fonske est régulièrement habillé par des associations étudiantes lors de célébrations. 

## Histoire

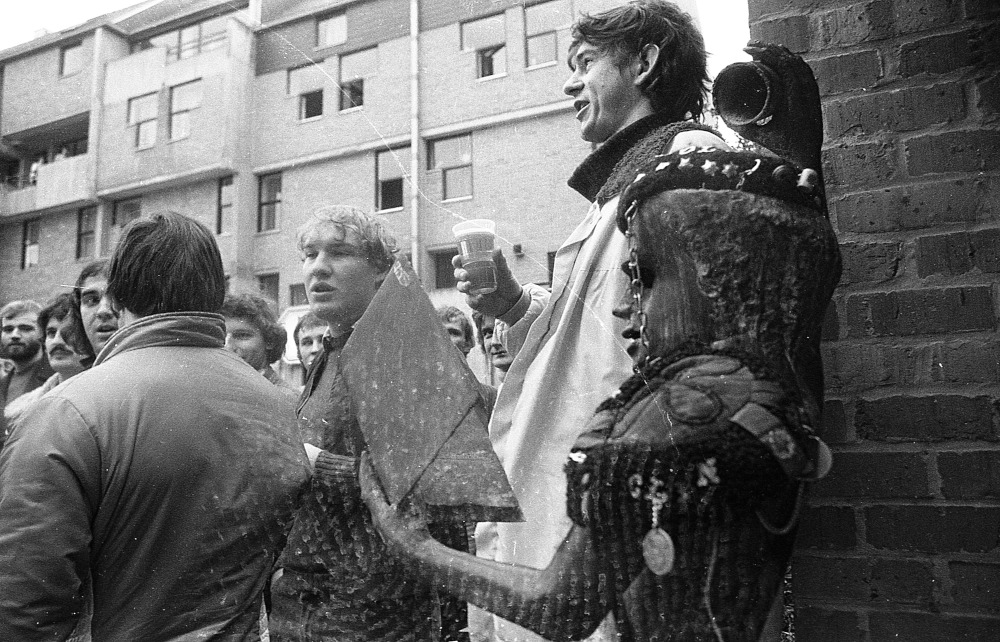
Fonske chez les Wallons à Louvain-la-Neuve

Fin 1979, après le transfert de la section francophone de l'université à Louvain-la-Neuve, les étudiants francophones kidnappent la statue de Fonske et la cimentent dans la place des Wallons à Louvain-la-Neuve,. En 2018, en souvenir de cet incident, une délégation d'habitants de Louvain venus visiter Louvain-la-Neuve offre une statuette de Fonske à la Ville d'Ottignies-Louvain-la-Neuve.
De 2010 à 2012, la statue est retirée de la place pour des travaux de rénovation.